# Vietzer Schanze
Die Vietzer Schanze, auch als Höhbeck-Kastell bezeichnet, ist eine Viereckschanze östlich von Vietze, die auf der Erhebung des Höhbeck an der Elbe liegt. Ausgrabungen ergaben, dass die kastellartige Anlage mit einem rechteckigen Grundriss der Befestigung gleicht, die den Fränkischen Annalen zufolge im frühen 9. Jahrhundert unter der Bezeichnung Hohbuoki von Karl dem Großen errichtet worden ist.

## Lage
Die Befestigungsanlage befindet sich auf der etwa 2 × 4 Kilometer großen Erhebung des Höhbeck, bei dem es sich um eine saaleglazial entstandene Stauchendmoräne handelt. Die markante Platte aus pleistozänem Kies, Sand und Geschiebemergel überragt um rund 60 Meter inselartig die holozäne Elbtalniederung und wirkt als weit sichtbare Landmarke. Diese Insellage war früher ein günstiger Punkt zum Übergang über die Elbe, da das an anderen Stellen bis zu 12 Kilometer breite Flusstal am Höhbeck nur 2 bis 3 Kilometer breit ist. Von der strategisch günstigen Position auf dem Höhbeck ließ sich der Übergang über den Fluss und der Schiffsverkehr der Elbe überwachen.

## Baubeschreibung

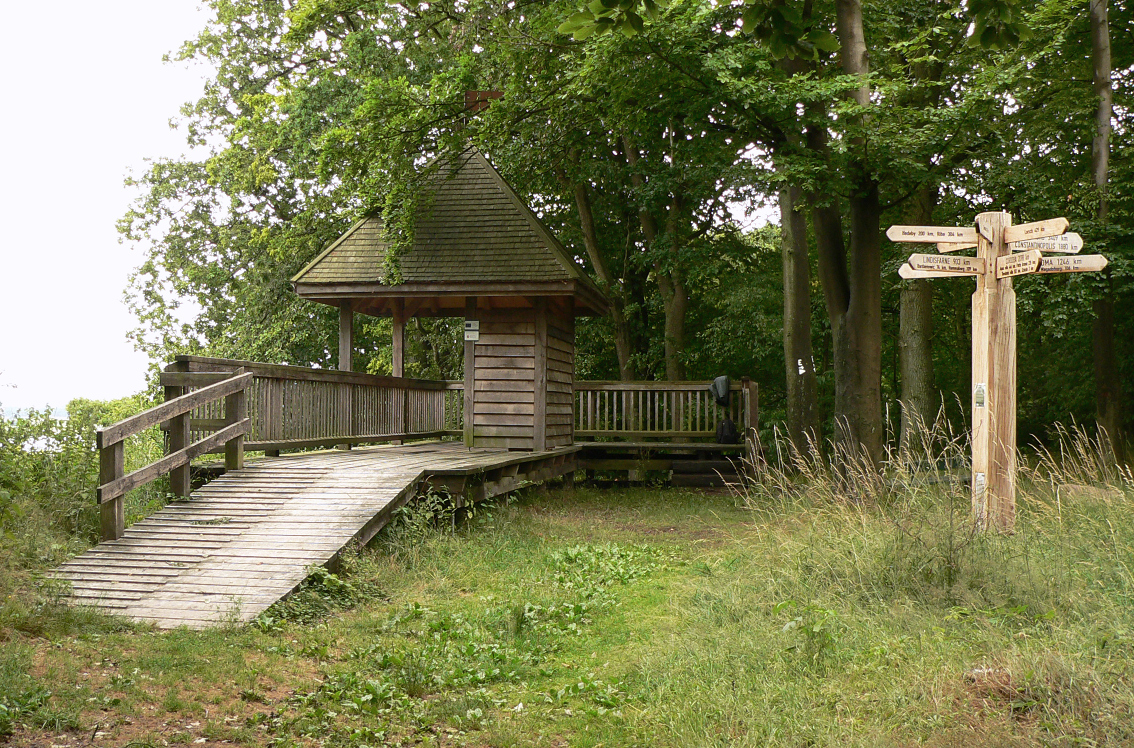
Aussichtspunkt an der Elbuferseite der Vietzer Schanze als nachempfundener Turm

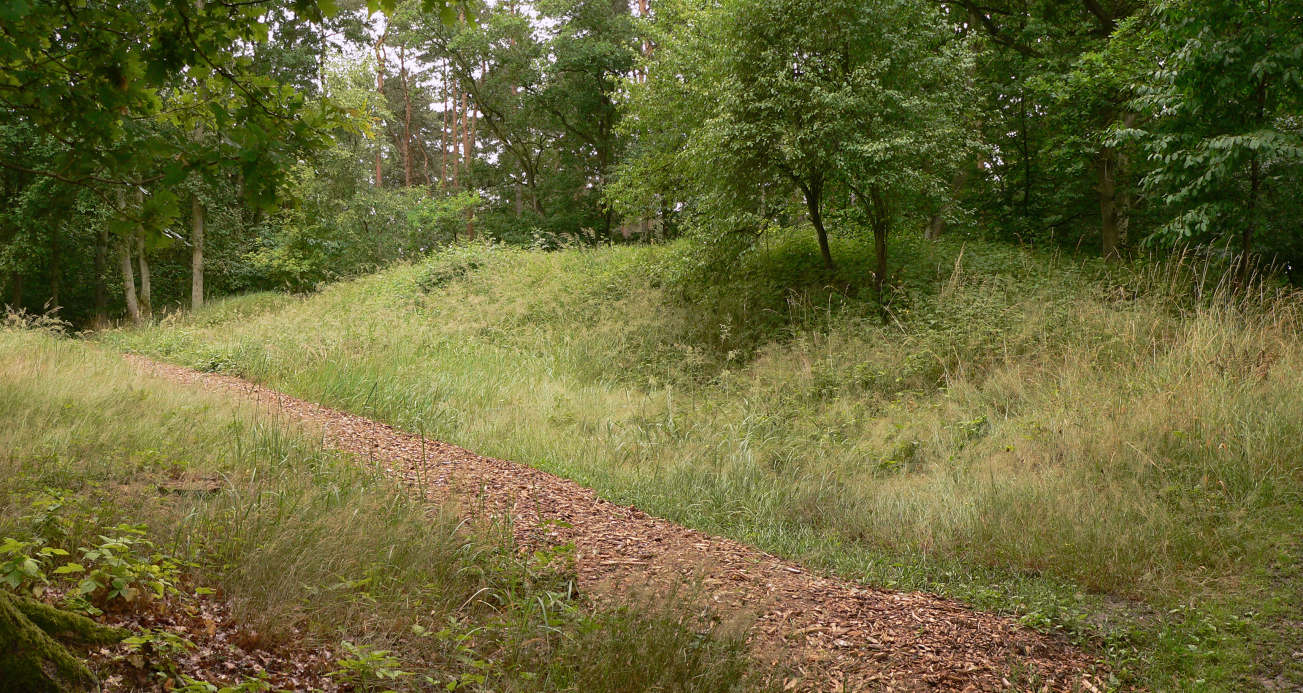
Westlicher Wall, vom Innenraum der Wallanlage gesehen

Auf dem nördlichen Steilufer der Elbe ist eine rechteckige Befestigung von etwa 70 × 170 Meter Größe mit etwa 1,2 Hektar erhalten geblieben. Es handelt sich um die einzige Befestigung mit einem rechteckigen Grundriss im Bereich der Mittelelbe. Gegen Westen und Süden wurde die Anlage von Wall und Graben geschützt. Im Norden und Osten schützte darüber hinaus auch ein 25 m hoher Steilhang zur Elbe und zu einem Bachtal.
Der Wall war eine etwa sechs Meter breite Holz-Erde-Konstruktion, die sich damals nach außen als senkrecht stehende Mauer darstellte. Heute hat der Wall an der Basis eine Breite von 10 Meter und weist noch eine Höhe von zwei Meter auf. Er besteht aus einer Aufschüttung von Sand und Lehm, die im Inneren durch quer liegende Hölzer stabilisiert und versteift wurde. Dabei wurde vermutlich viel minderwertiges Bauholz und Totholz verwendet, was die Dendrodaten vermuten lassen. Die Außenfront des Walls bildete eine Pfostenreihe aus einzelnen Pfosten, die zwei Meter entfernt voneinander standen und deren Pfostengruben sich erhalten haben. Zwischen den Pfosten wird eine frühere Wand aus Brettern oder Flechtwerk vermutet. Auf der Wallkrone wird ebenso ein durch einen Flechtwerkzaun oder eine Bretterwand geschützter Wehrgang mit einer Breite von bis zu drei Meter Breite vermutet. Die Höhe des Walls wird bei dem Unterbau ohne konstruktive Holzverbindungen auf maximal vier Meter geschätzt. In der Mitte der Südseite befand sich eine 6 × 6 m große Toranlage, vermutlich ein Torturm. Bei den Ausgrabungen wurden keine Spuren einer Innenbebauung beobachtet.
Der Wall der Befestigungsanlage besteht aus hellem Sand, in dem sich Anreicherungsbänder aus Ton befinden. Dies belegt, das die Wallanlage nur eine Bauphase hatte. Berechnungen ergaben, dass für den Bau des Walls etwa 2500 m³ Holz und 5700 m³ Erde erforderlich waren. Beim verwendeten Holz handelte es sich mit 55 % hauptsächlich um Eiche; zu gut einem Drittel wurde Ulme verwendet. Schätzungen ergaben, das für den Bau der Befestigungsanlage die Abholzung einer Waldfläche von 14 Hektar nötig war. Daher ist anzunehmen, dass die Erhebung des Höhbeck nach der Fertigstellung der Anlage weitgehend waldfrei war.
Außen war dem Wall eine 2 Meter breite Berme vorgelagert, die aus Sand, Holz, Grassoden und auch aus Findlingen bestand. Der nach außen vorgelagerte 2,6 Meter tiefe Graben hatte eine Breite von 10 Meter; dieser ist heute noch etwa 1,2 Meter tief.

## Geschichte
Laut den Fränkischen Annalen zog Karl der Große im Jahre 789 über die Elbe gegen die Wilzen. Möglicherweise wurden bereits zu dieser Zeit Befestigungen im Gebiet des Höhbeck angelegt. Für das Jahr 808 berichten die Annalen von zwei nicht namentlich genannten Befestigungen an der Elbe, wobei es sich in einem Fall um das Kastell Höhbeck gehandelt haben könnte. Als Grund für den Bau der Anlage wird ein Zusammenhang mit dem Feldzug von Karl gegen die Linonen und Smeldinger vermutet. Im Jahre 810 erfolgte die erste Erwähnung des Kastells Höhbeck als castellum hohbuoki aus Anlass seiner Zerstörung durch die Wilzen. 811 erfolgte über seinen Wiederaufbau eine weitere Nennung in den Fränkischen Annalen. Der Schriftquelle zufolge hatte das Kastell eine ostsächsische Besatzung unter Führung des kaiserlichen Legaten Odo.

## Wortbedeutung
Die überlieferte Bezeichnung Hohbuoki für Höhbeck wird etymologisch als Benennung eines hochgelegenen Buchenwalds gedeutet, der sich aber nicht mehr nachweisen lässt. Während die Erhebung des Höhbeck heute dicht bewaldet ist, war sie in früheren Zeiten zeitweise auch kahl. Wie sich die Vegetation in der Zeit darstellte als die Befestigungsanlage bestand, ist nicht bekannt. Die bisherigen archäologischen Untersuchungen der Vietzer Schanze ergaben keine wesentliche Verwendung von Buchenholz, was naheliegend gewesen wäre, wenn das nähere Umfeld damals mit Buchen bewaldet gewesen wäre. Der Prähistoriker Carl Schuchhard stellte bereits 1924 die Hypothese auf, dass der überlieferte Begriff Hohbuoki volksetymologisch zu Hohbeke für einen hochgelegenen Bach umgedeutet wurde. Tatsächlich gibt es auf dem Höhbeck Quellen, die den Talmühlenbach speisen. Er durchquert die Erhebung und mündet nach steilem Abfall in die Elbe. 1963 erfolgte dazu eine sprachwissenschaftliche Analyse. Im Ergebnis wird es aus philologischer Sicht für möglich gehalten, dass sich der Begriff von Hohbuoki zu Höhbeck entwickelte, was aber nicht als sicherer Beleg für das Höhbeck Kastell zu sehen ist.

## Forschungsgeschichte

### Theorien und erste Grabung

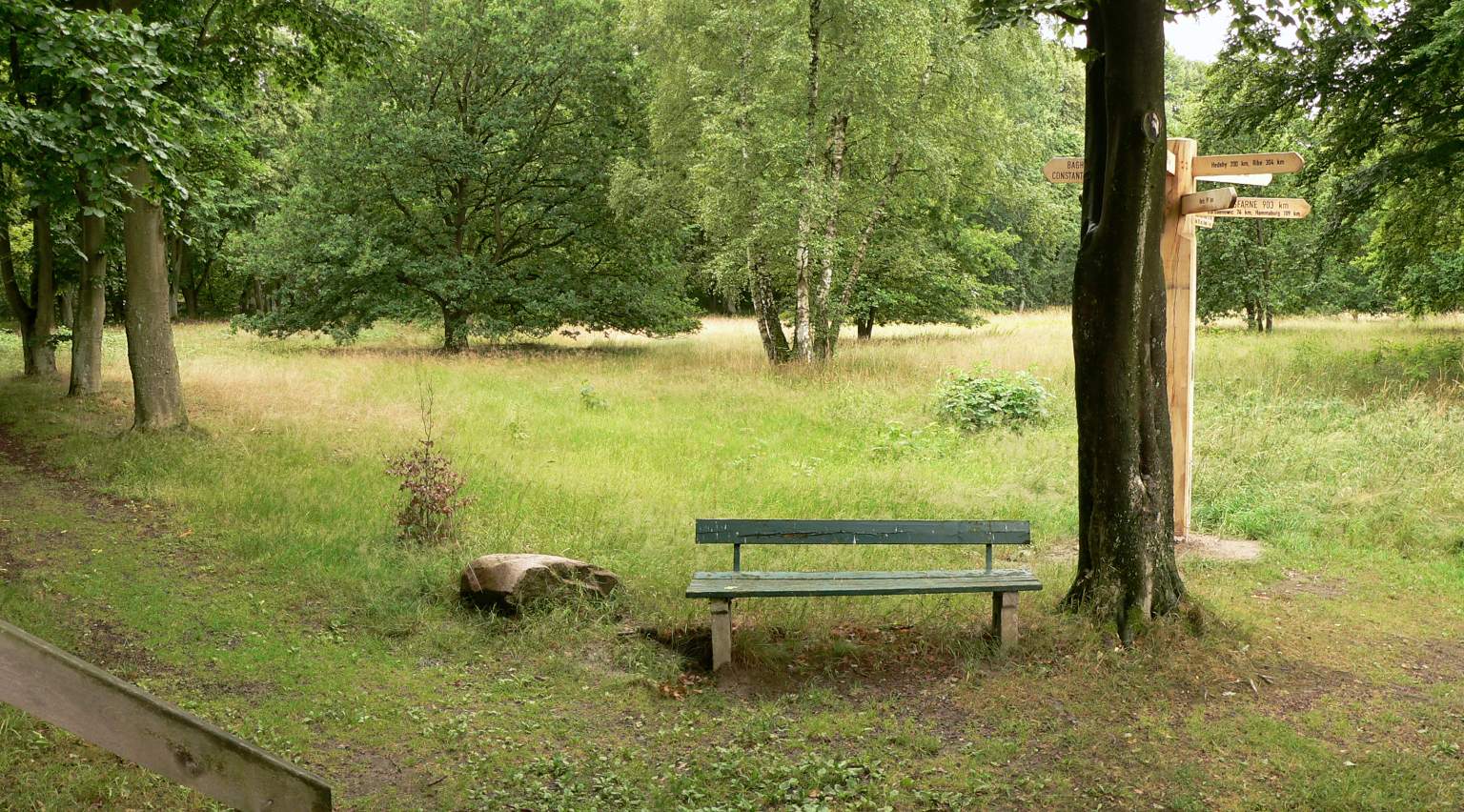
Der weitläufige Innenraum der Wallanlage, 2015

Bereits 1828 stellte der Amtmann Wedekind aus Lüneburg die These auf, dass es sich bei der Vietzer Schanze auf dem Höhbeck um ein Kastell von Karl dem Großen gehandelt habe. Ein Heimatforscher schloss im 19. Jahrhundert diese These aus, da er die Entstehung der Vietzer Schanze in der Zeit des Dreißigjährigen Krieges datierte. Stattdessen sah er die nahe gelegene Befestigungsanlage der Schwedenschanze als das Kastell von Karl dem Großen. 1897 führte der Prähistoriker Carl Schuchhardt eine nur wenige Tage dauernde Grabung auf der Vietzer Schanze durch, um Belege für ihren Entstehungs- und Nutzungszeitraum zu finden. Er schätzte die Anlage als eine der bedeutendsten frühgeschichtlichen Denkmäler Deutschlands ein.

### Zweite Grabung
1920 unternahm Carl Schuchhard eine viereinhalb Wochen anhaltende Grabung, bei der er den Wall, den Innenraum und das Haupttor im Südwall untersuchte. Er ging von einer 6 Meter hohen Mauer aus Holz und Lehm aus. Im Westen entdeckte er zwei kleine Tore von 1,5 Meter Breite. Im Inneren der Wallanlage fanden sich Keramikscherben und Pfostenlöcher von früheren Gebäuden. Den Untersuchungen zufolge gab es im Inneren Wege aus reinem Sand, einen freien Platz und mehrere Gebäude. Die gefundene Keramik ordnete Schuchhardt fränkischer und sächsischer Herkunft zu. Wahrscheinlich war sie älter und stammte aus der römischen Kaiserzeit, da zu Zeiten Schuchards die Datierung noch nicht so weit fortgeschritten war. Metallgegenstände wurden nur in zwei Fällen gefunden. Dabei handelt es sich um eine eiserne Lanzenspitze von 45 Zentimeter Länge, die in der Berme des Nordwalls lag. Des Weiteren wurde ein bronzener Messerscheidenbeschlag aus dem 11. bis. 12. Jahrhundert gefunden. Die Dokumentation der Grabung sowie die Fundstücke gingen im Zweiten Weltkrieg kriegsbedingt verloren.

### Dritte Grabung
Im Jahr 1954 nahm der Prähistoriker Ernst Sprockhoff die Grabungen wieder auf, die sich in nahezu jährlichen Kampagnen bis 1965 fortsetzten. Nach seinem Tod 1967 ruhten die Untersuchungen. Seine Dokumentation und die Fundstücke befanden sich im Museum für das Fürstentum Lüneburg. Dazu zählen etwa 1000 Scherben, die erst 1985 inventarisiert wurden. Sie wurden größtenteils als kaiserzeitlich und spätmittelalterlich datiert.
Nach Abschluss der Ausgrabungen in den 1960er Jahren nutzte ein Hamburger Sportverein das Gelände der Befestigungsanlage als Sport- und Zeltplatz für Kinder. Ab den 1980er Jahren wuchs das Gelände allmählich zu und verwilderte.

### Vierte Grabung
2006 begann ein 5-jähriges Forschungsprojekt der Universität Göttingen zur slawischen Besiedelung im unteren Mittelelbegebiet, als dessen geographischer Schwerpunkt der Höhbeck und sein Umfeld ausgewählt wurden. Dies ist durch die zahlreichen frühmittelalterlichen Befestigungen in diesem Gebiet begründet.
2008 erfolgte eine Ausgrabung als Schnitt durch den gut erhaltenen Westwall der Vietzer Schanze. Ziel war das Auffinden von datierbarem Material. Dazu eigneten sich verkohlte Hölzer, deren Lage von früheren Grabungen in den 1950er und 1960er Jahren im Wallinneren bekannt war. Als Ursache für das Verbrennen des Holzes wird ein Schwelbrand im Wall vermutet, der am Walläußeren entstanden war. Eine C14-Datierung  der Brandschicht ergab als Zeitpunkt des Brandes das Jahr 885 n. Chr. plus/minus 80 Jahre.
Bei der Grabung fanden sich zahlreiche Hölzer im Wall, von denen 25 dendrochronologisch untersucht wurden. Bei drei Hölzern ließ sich das Fälljahr mit 805, 809 und 810 n. Chr. genau bestimmen, da die Waldkante noch vorhanden war. Andere Hölzer wiesen als Fälljahre 656 bis 724 n. Chr. auf. Diese Datierungen belegen, dass es sich um das in den Schriftquellen genannte Kastell handelt.
An Keramik fanden sich neben spätmittelalterlichen Fundstücken Scherben slawischer, sächsischer und „westlicher“ Herkunft aus der Zeit um das Jahr 800 n. Chr.

## Bewertung

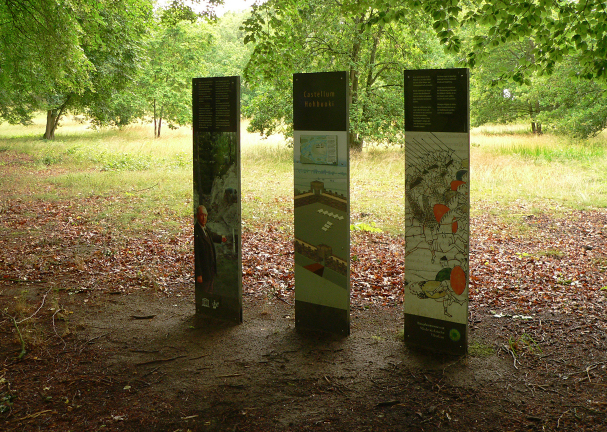
Infotafeln im Inneren der Vietzer Schanze

Mit der letzten Ausgrabung im Jahre 2009 konnte datierbares Material aus der Zeit um das Jahr 800 gefunden werden. Das ließ den Schluss zu, dass es sich um das in den Geschichtsquellen genannte Kastell Höhbeck handelt. Auch die für das Elbegebiet ungewöhnliche Rechteckform und die weiteren archäologischen Indizien, besonders eine nachgewiesene Torerneuerung nach Brandzerstörung, sprechen für eine Identifizierung mit dem von den Franken angelegten Kastell auf dem Höhbeck. Es sollte anscheinend im Verbund mit der knapp einen Kilometer östlich gelegenen Schwedenschanze als sächsisch-fränkischer Vorposten der Grenzsicherung gegenüber den auf der östlichen Seite der Elbe siedelnden Slawen dienen. Es wird angenommen, dass die Sachsen das Gebiet des Höhbecks Mitte des 9. Jahrhunderts verließen und es anschließend von Slawen besiedelt wurde.
Die Befestigungsanlage dürfte auf die damaligen Menschen einen außerordentlichen Eindruck gemacht haben. Mit seiner Größe von 170 × 70 Metern und seiner Lage auf der Erhebung des Höhbecks ragte es aus der Landschaft heraus. Bei dem drei Meter tiefen Graben und dem bis zu sechs Meter hohen, mit Brettern verkleideten Wall stand der Betrachter vor einer rund neun Meter hohen senkrechten Wand. Diese optische Wirkung ist auch aus größerer Entfernung anzunehmen, wie von der Elbe aus. Die Absicht der Erbauer war anscheinend, durch monumentale Bauweise Macht zu demonstrieren.

## Tourismus
Die Anlage liegt am Wendlandrundweg und ist touristisch erschlossen durch die Aufstellung von Infotafeln zur Geschichte sowie durch einen Holzbau als Wanderunterstand, der als Turm das frühere Aussehen darstellen soll. 2017 forderte ein Kommunalpolitiker des Landkreises Lüchow-Dannenberg, die Vietzer Schanze stärker touristisch zu bewerben, da sie in jüngerer Zeit durch die Telenovela Rote Rosen öffentliche Aufmerksamkeit erhalten hatte. Laut der Filmhandlung wollte der Archäologe „Dr. Arne Fries“ (Christian Rudolf) mit Ausgrabungen am Höhbeck nachweisen, dass die Varusschlacht nicht in der Region Kalkriese, sondern an der Elbe bei Höhbeck stattgefunden hat.